# Внутрішнє розслідування
«Внутрішнє розслідування» (англ. Internal Affairs) — американський кримінальний трилер 1990 року режисера Майка Фіггіса, за сценарієм Генрі Біна, головні ролі в якому виконали Річард Гір, Енді Гарсіа і Ненсі Тревіс.
Дія фільму розгортається в Лос-Анджелесі, де відділ внутрішніх розслідувань поліції розслідує справу Денніса Пека, офіцера, який, можливо, використовує своїх колег як пішаків у власних цілях. Агент відділу внутрішніх розслідувань Реймонд Авілла стає одержимим ідеєю зловити його.

## Сюжет
Під час облави на наркоторговців офіцери поліції Лос-Анджелеса Денніс Пек (Річард Гір) і Ван Стретч (Вільям Болдвін) арештовують дилера та його подругу. На вулиці патрульний Доріан Флетчер (Майкл Біч) стріляє в чоловіка, який біжить повз нього, але виявляє, що той неозброєний. Пек кладе ніж до руки вже мертвого чоловіка, щоб зберегти розгубленого Флетчера від проблем.
Реймонд Авілла (Енді Гарсія) приєднується до відділу внутрішніх розслідувань поліції Лос-Анджелеса і разом з Емі Воллес (Лорі Меткалф) розслідує справу про затримання наркоторговця, який повідомив, що наркотики йому підкинув Стретч. Вони дізнаються, що Стретч зловживає наркотиками, має історію застосування надмірної сили і підозрюється у корупції. З'ясовується, що Стретч жорстоко поводиться зі своєю дружиною Пенні, яку підозрює у зраді, також Стретч через свій характер має залежні відносини з Пеком. Авілла починає вивчати Пека, якого вважають взірцем для наслідування в поліції Лос-Анджелеса, але чий спосіб життя (включно з дружиною Гезер та утриманням трьох колишніх дружин і вісьмох дітей) важко пояснити лише зарплатнею патрульного. Після сварки з Пеком Флетчер погоджується допомогти Авіллі в розслідуванні.
Тим часом Пек має широку мережу контактів, включаючи корумпованих колег, злочинців і навіть політичних діячів. Пек навіть підробляє вбивцею. Бізнесмен Стівен Аррокас пропонує Пеку 15 000 доларів, щоб той убив його батьків, а Пек вимагає більшу суму.
Авілла тисне на Стретча, щоб той надав свідчення проти Пека в обмін на імунітет від кримінального переслідування. Стретч дзвонить Пенні і каже, що дасть свідчення, не знаючи, що в цей час Пек займається з нею сексом. Під час звичайного патрулювання Стретч отримує кулю в груди в результаті пострілу, влаштованого Пеком. Пек вбиває нападника, але фургон, з якого було скоєно напад, їде геть, що вказує на те, що був свідок намірів Пека. Коли виявляється, що Стретч живий, Пек душить його, але коли приїжджає швидка, робить вигляд, ніби тримає мертвого друга. Авілла і Воллес влаштовують пастку, щоб зловити свідка, але після витоку інформації про пастку на місце події прибувають два спецпідрозділи. Флетчер і свідок Деметріо, гинуть у перестрілці. Помираючи на руках у Авілли, Деметріо впізнає Пека як вбивцю Стретча.
Шлюб Авілли руйнується через його дедалі більшу одержимість справою. Користуючись цим моментом, Пек натякнув, що начебто залицяється до дружини Авілли, Кетлін. Після інциденту з Деметріо, знаючи, що Авілла стежить за ним, Пек зустрічається з Кетлін у громадському місці, видаючи себе за слідчого внутрішніх розслідувань і вдаючи, що турбується про благополуччя Авілли. Це розлючує Авіллу, який влаштовує в офісі вибух гніву. Його застає зненацька в ліфті і б'є Пек, який брехливо вихваляється, що спокусив і задовольнив Кетлін. Після цього Авілла публічно з'ясовує стосунки з Кетлін. Вони миряться наступного ранку, коли Кетлін переконує Авіллу, що вона радше покинула б його, ніж коли-небудь зраджувала йому.
Коли відділ внутрішніх розслідувань затягує сітку навколо Пека, вони з'ясовують, що незрозумілою нерухомістю його численних дружин керує Пенні Стретч. Пенні відмовляється співпрацювати, але Воллес правильно здогадується про її зв'язок з Пеком. Не витримавши тиску, Гезер розповідає Авіллі та Воллес, що дві нещодавні жертви вбивств мають те саме прізвище, що й Стівен Аррокас, який контактував з її чоловіком. Тим часом сам Аррокас застає Пека під час грубого сексу з дружиною. Пек незворушно підтверджує, що замовлене вбивство батьків Аррокаса було виконано, і намагається підштовхнути Аррокаса до вбивства його дружини, але Аррокас натомість стріляє Пеку в ногу. Незабаром після цього з'являються Авілла і Воллес, які знаходять мертві тіла Аррокасів.
Пек ховається і стріляє у Воллес, важко поранивши її, а потім тікає. Воллес розповідає Авіллі та водієві швидкої, що Пек стріляв у неї, забезпечуючи тим самим іншого свідка, окрім Авілли, для впізнання Пека. Авілла поспішає додому, де застає Пека, який тримає Кетлін у заручниках. Коли Авілла б'є його і стріляє в ногу, Пек гордо вихваляється своєю здатністю маніпулювати ним і нещиро пояснює свою корумпованість і соціопатію необхідністю забезпечувати своїх нащадків. Не бажаючи потрапити до в'язниці, Пек дістає з черевика ніж і кидається на Авіллу, який вбиває його.

## У ролях
- Річард Гір — Денніс Пек;
- Енді Гарсіа — Реймонд Авілла;
- Лорі Меткалф — Емі Воллес;
- Ненсі Тревіс — Кетлін Авілла;
- Річард Бредфорд — Грайб;
- Вільям Болдвін — ван Стретч;
- Майкл Біч — Доріан Флетчер;
- Джон Капелос — Стівен Аррокас;
- Кетрін Боровіц — Това Аррокас;
- Фей Грант — Пенні Стретч;
- Елайджа Вуд — Шон Стретч;
- Гезер Лорен Олсон — Меган Пек;
- Аннабелла Шорра — Гезер Пек.

## Сприйняття
«Внутрішні розслідування» були добре прийняті критиками; агрегатор рецензій Rotten Tomatoes на основі 33 рецензій поставив йому 79 % рейтингу «свіжий». Джанет Маслін з Нью-Йорк таймс зазначила: «Для тьмяного кіносезону, яким традиційно є січень, „Внутрішні розслідування“ є надзвичайно яскравим світлом».
Фільм увійшов до путівника «The New York Times Guide to the Best 1,000 Movies Ever Made», що базується на рецензіях, написаних у «The New York Times» з 1929 по 1998 рік.

### Касові збори
Фільм мав помірний успіх, але на домашньому відео мав більший успіх. Він зібрав $27,7 млн у Сполучених Штатах і Канаді та $20 млн по всьому світу, а загальні збори склали $47,7 млн.